# غريغ في
غريغ في (بالإنجليزية: Greg Fee)‏ هو لاعب كرة قدم بريطاني، ولد في 24 يونيو 1964 في هاليفاكس في المملكة المتحدة. لعب مع برادفورد سيتي وبريستون نورث إيند وشيفيلد وينزداي ونادي بوسطن يونايتد ونادي تشيسترفيلد ونادي تلفورد يونايتد ونادي كيترينغ تاون ونادي ليتون أورينت ونادي مانسفيلد تاون ونادي نورثامبتون تاون.